# Найкраща в екологічному відношенні господарська практика
Найкраща в екологічному відношенні господарська практика, найкраща в екологічному відношенні практика, найкраща екологічна діяльність. При відборі найкращої в екологічному відношенні практики, рекомендується враховувати наступні фактори:
- поширення інформації та знань серед громадськості та споживачів щодо екологічних наслідків вибору конкретних видів діяльності або продуктів, їх використання та кінцевого видалення з навколишнього середовища;
- розробка та застосування кодексів належної екологічної практики (екологічної діяльності) — англ. good environmental practice, що охоплюють всі аспекти життєвого циклу продукту;
- маркування продукції з метою інформування користувачів про небезпеку продукції, її використання та відходів після її використання для навколишнього середовища.

При визначенні того, яке поєднання заходів являє собою найкращу в екологічному відношенні практику, в цілому або в кожному окремому випадку, враховують:
- небезпека для навколишнього середовища продукції, її виробництва, використання та кінцевого видалення з навколишнього середовища після використання;
- можливість використання менш забруднюючих процесів або речовин;
- масштаби використання;
- потенційні екологічні переваги або недоліки альтернативних (таких, що замінюють) матеріалів або діяльності;
- прогрес і зміни в наукових знаннях і розумінні проблем;
- терміни переходу на найкращу екологичную діяльність і
- її соціальні та економічні наслідки.

## Ресурси Інтернету
- Еколого-економічний словник
- Економічна цінність природи
- Концепция общей экономической ценности природных благ
- Традиционные и косвенные методы оценки природных ресурсов